# Necesito
Necesito (I Need) es una canción de Valeria Gastaldi, lanzada alrededor de Latinoamérica durante el segundo cuarto del año 2008, como el segundo sencillo internacional, y como tercer sencillo en Argentina y México, del álbum Cuando no estás.
| CD-SINGLE |          |               |       |
| 1         | Necesito | Album Version | 02:56 |

## Número de Track
- Argentina y México

Es la canción número cinco en las ediciones latinoamericanas de Cuando no estás
- USA

Es la canción número cuatro en las ediciones anglosajonas de Cuando no estás
- Datos: Q6039212